# ラガルトFC
ラガルト・フチボウ・クルービ（ポルトガル語: Lagarto Futebol Clube）は、ブラジル・セルジッペ州ラガルトを本拠地とするサッカークラブ。
ラガルトとはポルトガル語でトカゲの意で、クラブのロゴにもトカゲが描かれている。

## 歴史
2009年4月20日設立。2011年のカンピオナート・セルジパーノ・セリエA2を2位で終えて、カンピオナート・セルジパーノに昇格した。2021年末時点ではブラジル国内で214位のクラブと格付けされている。

## 本拠地
本拠地はエスタジオ・パウロ・バーヘト・ジ・メネゼスで収容人数は8000人である
。

## 歴代所属選手
- マノエル・アフォンソ・ジュニオール 2017
- ルーカス・ヒアン・サントス・オリベイラ 2022